# Betoncourt-Saint-Pancras
Betoncourt-Saint-Pancras é uma comuna francesa na região administrativa de Borgonha-Franco-Condado, no departamento de Alto Sona. Estende-se por uma área de 6,35 km². Em 2010 a comuna tinha 48 habitantes (densidade: 7,6 hab./km²).